# Cesano Maderno
Cesano Maderno (lat. Cisianum Maternum)  je italské město v oblasti Lombardie v provincii Monza a Brianza, sousedí s obcemi Seveso na severu, Bovisio-Masciago na jihu, na východě Desio a Seregno, na západ leží Ceriano Laghetto a Cogliate.
K městu jsou připojeny tyto obce: Binzago, Cascina Gaeta, Cassina Savina, S.Pio X., Sacra Famiglia a Villaggio Snia.

## Historie
Vesnice patřila k panství kláštera benediktinů v Oroně, písemně se připomíná poprvé roku 1228. Rezidenční venkovské sídlo připojil Napoleon Bonaparte ke své Reppublica Cisalpina. Město vyrostlo až se zakládáním průmyslových podniků v 19. století. V současnosti má velký počet přistěhovalců.
Sídlí zde univerzita San Raffaello a Institut pro výzkum dějin lombardského umění (Istituto di Storia dell'Arte Lombarda (ISAL)).

## Památky

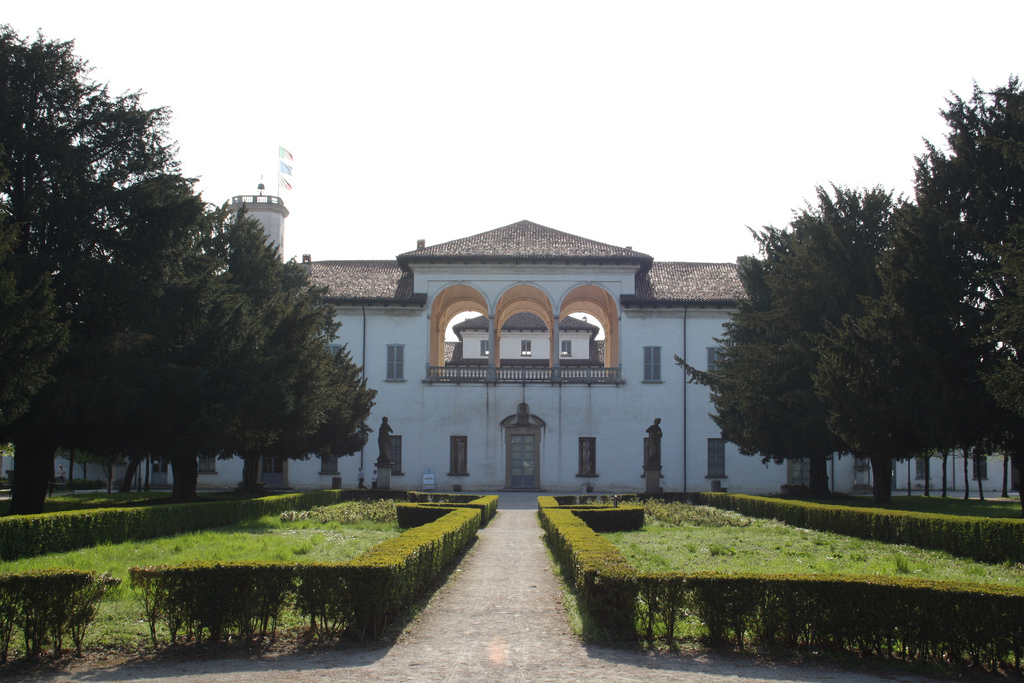
Palác Arese Borromeo

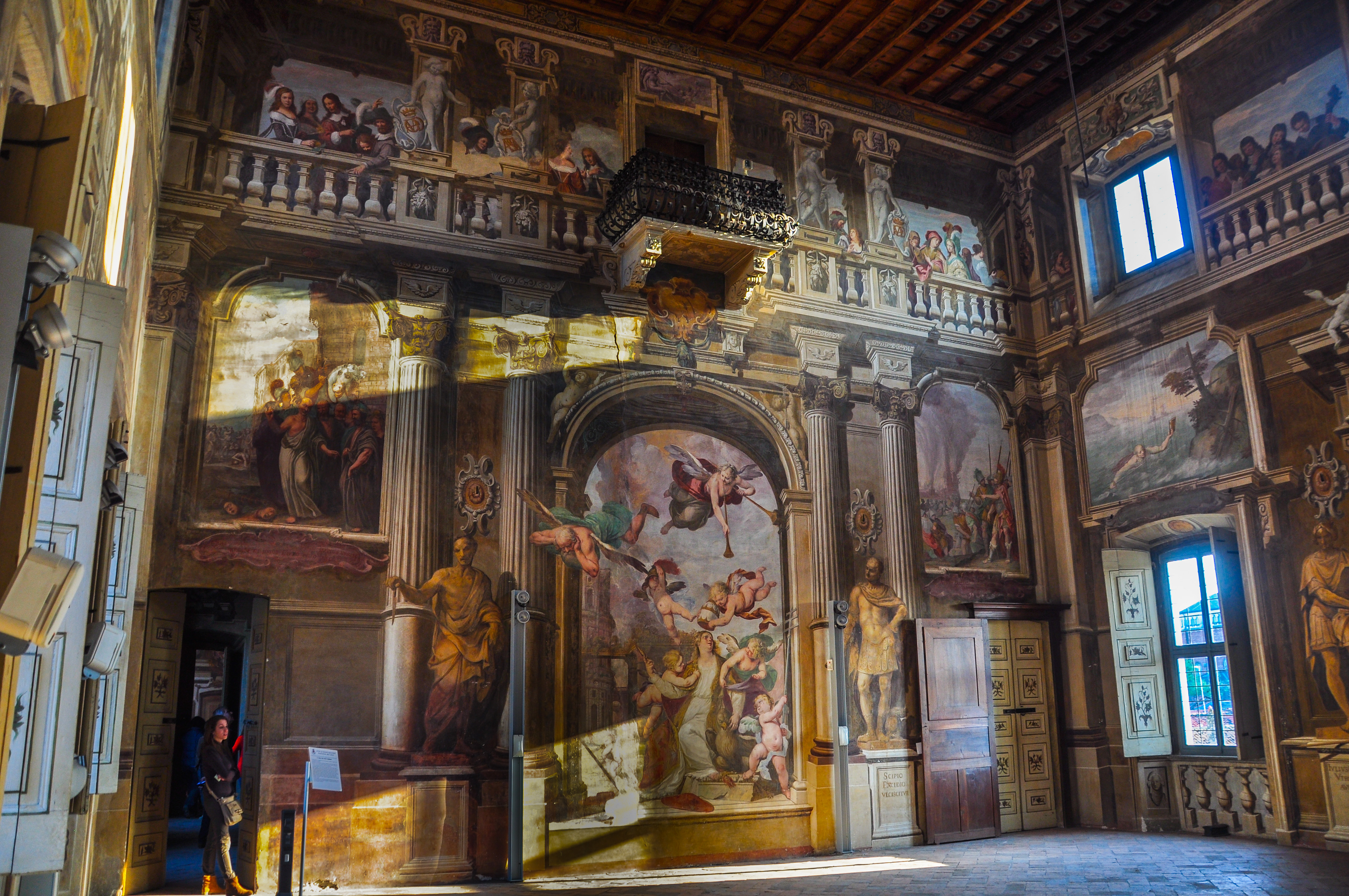
Sál římských legií v paláci Arese Boromeo

- Starý kostel Sv. Štěpána mučedníka (Antica chiesa di San Stefano) - bazilika, založená v 7. století a zcela přestavěná barokním slohu; názvem se odlišuje od novogotického svatoštěpánského kostela; svátek patrona města se zde slaví první víkend v říjnu
- Palác Arese Boromeo (Palazzo Arese Borromeo) - významná památka lombardské architektury a barokní malby; na základech středověkého hradu s renesančním zdivem jej roku 1620 založil milánský šlechtic Giulio I. Arese. V letech 1650-1674 stavbu a výzdobu dokončil jeho syn, prezident milánského senátu Bartolomeo III Arese; sňatkem jeho dcery Giulie s Renatem Boromejským roku 1652 přešlo dědictví paláce na Boromejské. Palác má dva reprezentační sály, filozofickou chodbu a knihovnu, kapli Anděla strážce a italský park. Byl také sídlem filozofické fakulty zdejší univerzity, nyní slouží jako galerie a prohlídkový objekt ve správě města[2]
- Palác Arese Jacini (Palazzo Arese Jacini) - renesanční palác ze 16. století
- Il Torrazzo
- Palác Carcano Cabiate (Palazzina Carcano Cabiate)
- Parco della Groane - městské sady

## Osobnosti
- Bartolomeo III Arese (1590-1674) - milánský hrabě, politik a mecenáš umění, zakládal paláce a kostely zejm. v Miláně
- Renzo Martinelli (* 1948) - italský filmový režisér

## Partnerská města
- Valençay, Francie
- Černivci, Ukrajina
- Campomaggiore, Itálie